# 十余一
十余一（とよいち）は、千葉県白井市の大字。郵便番号270-1411。

## 地理
北は印西市高西新田、北東は印西市浦幡新田、東は印西市木刈、南東は桜台、南は谷田、清戸、西は神々廻、北西は平塚に隣接している。

## 歴史
江戸幕府が設置した馬牧（印西牧）の一部であったが、1869年（明治2年）に政府が職を失った武士のための士族授産と、食料増産のための緊急開墾を東京府に命じたことにより開墾された13の入植地のうちの一つで11番目の入植地。この開墾地には東京新田の俗称もあったとされるが詳細は不明である。
1.初富（はつとみ、鎌ケ谷市）
2.二和（ふたわ、船橋市）
3.三咲（みさき、船橋市）
4.豊四季（とよしき、柏市）
5.五香（ごこう、松戸市）
6.六実（むつみ、松戸市）
7.七栄（ななえ、富里市）
8.八街（やちまた、八街市）
9.九美上（くみあげ、香取市）
10.十倉（とくら、富里市）
11.十余一（とよいち、白井市）
12.十余二（とよふた、柏市）
13.十余三（とよみ、成田市・多古町)

## 世帯数と人口
2017年（平成29年）10月31日現在の世帯数と人口は以下の通りである。
| 大字   | 世帯数  | 人口  |
| ------ | ------- | ----- |
| 十余一 | 260世帯 | 705人 |

## 小・中学校の学区
市立小・中学校に通う場合、学区は以下の通りとなる。
| 番地 | 小学校                 | 中学校             |
| ---- | ---------------------- | ------------------ |
| 一部 | 白井市立白井第二小学校 | 白井市立白井中学校 |
| 一部 | 白井市立桜台小学校     | 白井市立桜台中学校 |

## 施設
- 香取神社
- 白井聖地公園

## 交通

### 道路
- 主要地方道
  - 千葉県道59号市川印西線